# Akinobu Osako
Akinobu Osako (大迫 明伸, Ōsako Akinobu, né le 27 novembre 1960) est un judoka japonais. Il participe aux Jeux olympiques d'été de 1988 dans la catégorie des poids moyens et remporte la médaille de bronze.

## Palmarès

### Jeux olympiques
- Jeux olympiques de 1988 à Séoul,  Corée du Sud
  -  Médaille de bronze